# Crateri di (243) I Dattilo
Segue una lista dei crateri d'impatto presenti sulla superficie di Dattilo. La nomenclatura di Dattilo è regolata dall'Unione Astronomica Internazionale; la lista contiene solo formazioni esogeologiche ufficialmente riconosciute da tale istituzione.
I crateri di Dattilo portano i nomi dei Dattili del monte Ida.
Sono tutti stati identificati durante il sorvolo ravvicinato della sonda Galileo, l'unica ad avere finora raggiunto Dattilo.

## Prospetto
| Cratere | Eponimo                   | Latitudine | Longitudine | Diametro |
| ------- | ------------------------- | ---------- | ----------- | -------- |
| Acmon   | Acmone - Uno dei Dattili. | 39° S      | 138° E      | 0,3 km   |
| Celmis  | Chelmi - Uno dei Dattili. | 46° S      | 220° E      | 0,2 km   |